# Analectas de Confucio

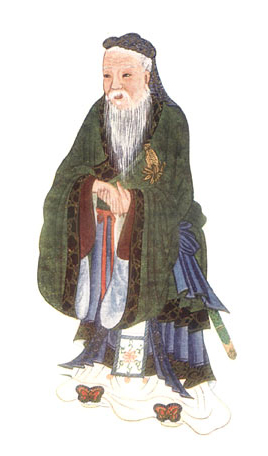
Ilustración de Confucio en el libro “Mitos y leyendas de China” (1922) de E.T.C. Werner.

Las Analectas (en chino tradicional, 論語; en chino simplificado, 论语; pinyin, Lún Yǔ) son la versión escrita de una serie de charlas que Confucio impartió a sus discípulos, que fueron escritas y compiladas por estos. El título original en chino, Lún Yǔ, significa ‘discusiones sobre las palabras’ (de Confucio).
Escritas durante el periodo de Primaveras y Otoños, las Analectas son el mayor trabajo del confucianismo. Siguen teniendo influencia entre los chinos, así como también en otros países asiáticos aún hoy en día.

## La obra y su influencia
En las Analectas, los capítulos están agrupados por temas individuales. Sin embargo, no siguen ningún orden especial. De hecho, los capítulos parecen totalmente aleatorios con temas en capítulos correlativos que no tienen ningún tipo de relación entre ellos. El confucionismo es una filosofía práctica, un sistema de pensamiento orientado hacia la vida y destinado al perfeccionamiento de uno mismo. El objetivo de Confucio, en último término, no es la salvación, sino la sabiduría y el autoconocimiento. 
Durante más de dos mil años, las Analectas han sido parte de los estudios de las escuelas chinas ya que se consideraba que ningún hombre podía llegar a un buen nivel moral y de inteligencia sin conocer la obra de Confucio. El conocimiento de las Analectas se hizo también imprescindible para superar los exámenes imperiales que todo funcionario de la corte imperial tenía que realizar. 

"Dijo el Maestro: «No me toca a mí contemplar a un hombre inspirado. Si pudiera contemplar a un hombre noble, estaría satisfecho.»

2. Dijo el Maestro: «No me toca a mí contemplar a un hombre realmente bueno. Si pudiera contemplar a un hombre constante en sus propósitos, estaría contento.»

3. Fingiendo tener cuando no tienen, vacíos aunque fingiendo plenitud, en harapos y sin embargo fingiendo prosperidad... ¡qué difícil es para los hombres así ser constantes en sus propósitos!"